# 勝毎花火大会
勝毎花火大会（かちまいはなびたいかい）は、北海道帯広市で毎年8月13日に開催される花火大会である。主催は十勝毎日新聞社で、大会名は同社の略名（勝毎）による。会場は十勝大橋下流側にある特設会場。

## 概要

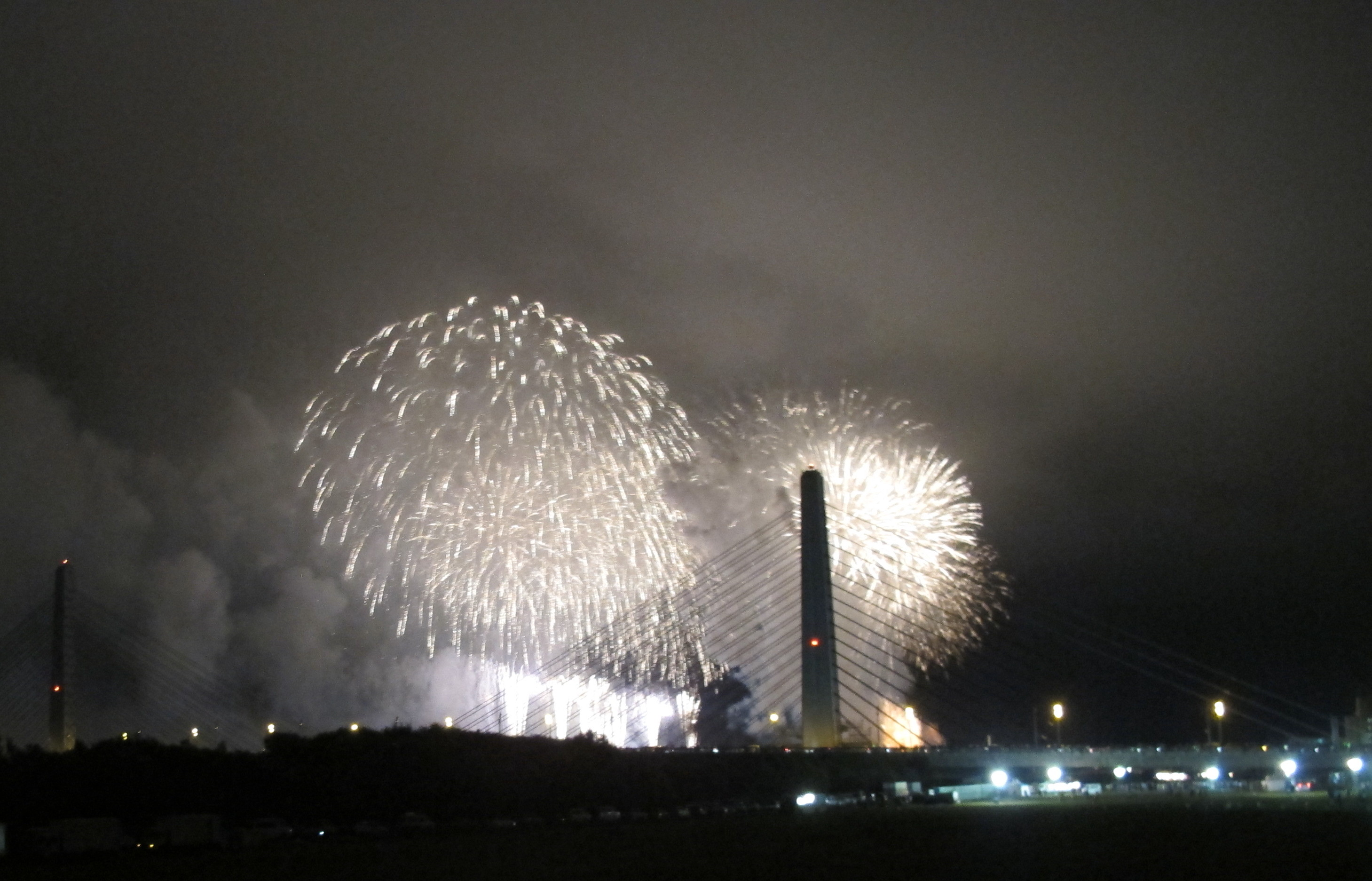
2013年勝毎花火大会（第63回）

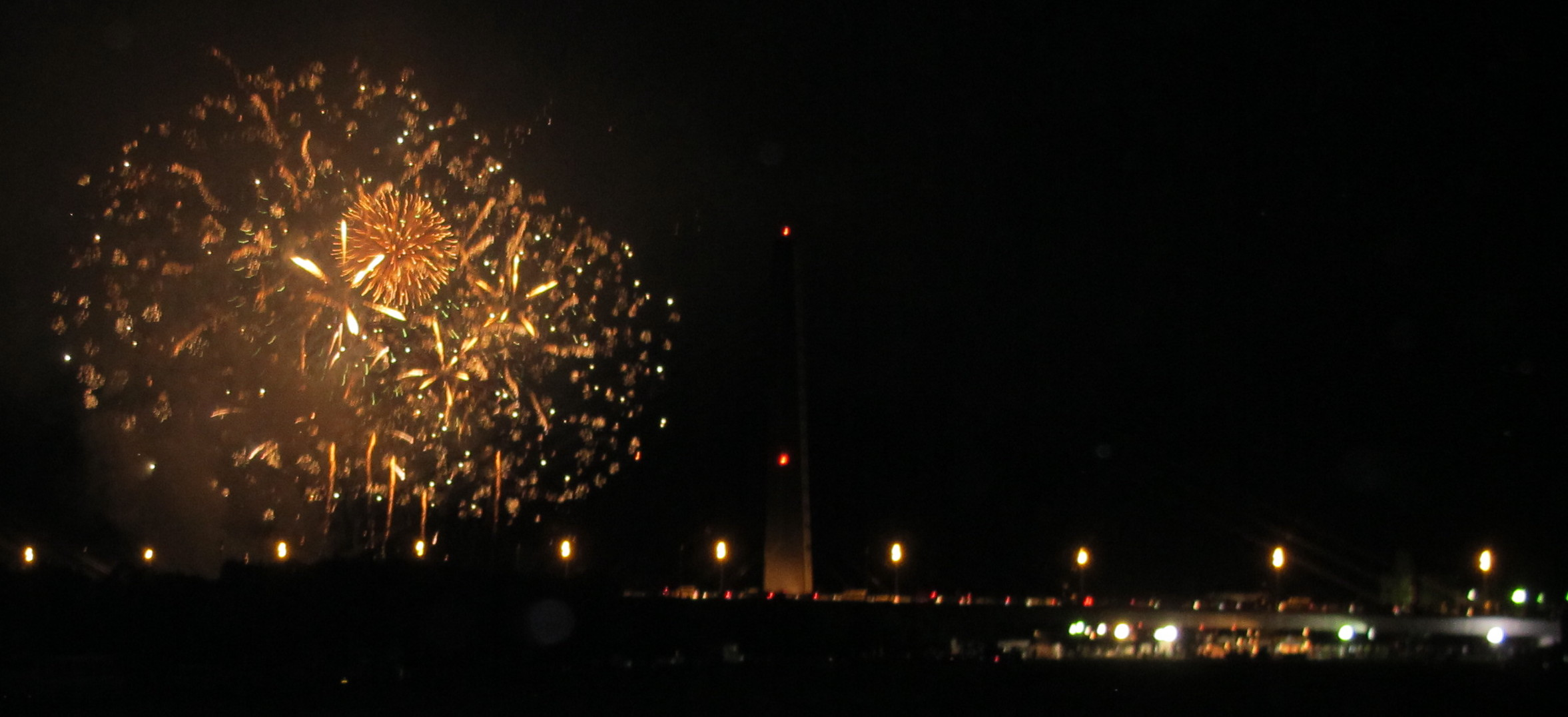
2012年勝毎花火大会（第62回）

例年8月13日の19:30から20:45まで行われている（2009年は特別プログラムの為21：00まで）。悪天候時の予備日は8月14日と8月17日としている。現在は5部構成となっており、各部ともテーマに基づいた演出で打ち上げられている。
打ち上げ数は、過去に4万発を打ち上げと公表したが、明らかにカウント数が過大で批判され近年は非公開としている。2009年の来場者数は約18万人(主催者発表)。北海道最大の花火大会と言われたこともある。
しかし、2002年に20号玉（二尺玉）の破片による死亡事故があり、それ以降8号玉以上は打ち上げられていない。なお、それに伴い2003年は開催を自粛している。
近年はコンピュータによるタイミング制御で、音楽・炎・レーザー光等と同期した演出打ち上げ・仕掛けも行っており、よりエンターテインメント化が進められている。フィナーレには打ち上がる玉が全て「錦冠（にしきかむろ）」（大きく長く尾を引く花火）の連発となるのが恒例となっており、これは勝毎花火大会の代名詞となっている。

## 歴史

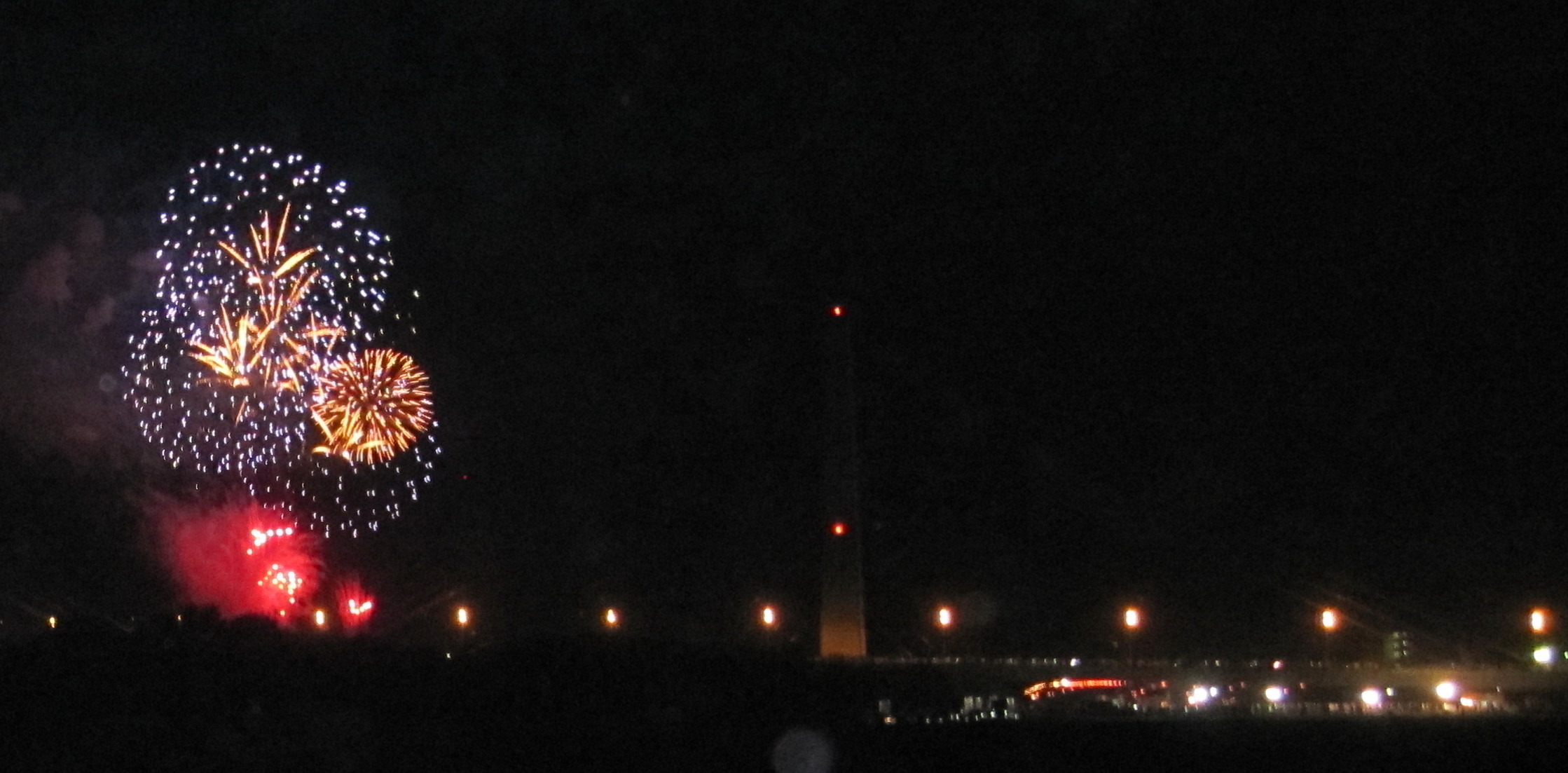
2011年勝毎花火大会（第61回）

初代十勝毎日新聞社社長・林豊州が「北海道で最初の花火大会を帯広で」と商工業者に協賛を呼び掛け、主催行事として実現した。第1回は1929年（昭和4年）8月15日に帯広町（当時）の藤森養鯉場（現在の帯広競馬場東側のウツベツ川付近）を会場に開催された。その後、第二次世界大戦などがあり十数年途切れたが、1956年に1927年から開催されていた帯広平和まつり（現在の帯広平原まつり）の目玉として市民から強い要望があり、同まつりの協賛行事として復活した。
1995年より、同社グループの一つである帯広シティーケーブルが生中継を行っている。また、第57回大会から第62回大会までDVD及びBlu-ray Disc化され販売していた。
2010年（第60回）以降、それ迄のケーブルテレビ及びインターネットでのストリーミング配信、同じく同社グループエフエムおびひろ(FM-JAGA)による実況放送に加え、公式Twitter開設、Ustream生配信を実施している。第63回大会からはニコニコ生放送にも配信。

## 有料観覧席
協賛各社の為に設置されていた招待席は以前からあったが、有料席は第54回から新たに設置された。最初は一人1,500円から2,000円（場所により差がある）程度であったが、第59回（2009年）からは一人あたり4,000円に統一された。

## 問題
大会規模が大きくなるにつれ市外・道外からの観覧客も増加し、対策すべき問題も増えている。
まず、会場周辺での無断駐車が多く、これは当日、近隣街路への進入規制に加え警察が非常に厳しい取締りを行っている。
また、「会場内で出たゴミは持ち帰り」としているのだが、飲食殻、場所取り用のシートや固定に使用したテープ・石等の大量の捨棄物が問題となっており、これについては、市および主催の十勝毎日新聞社とグループメディアを通して徹底を呼びかけ、また翌朝にはボランティアを募っての清掃活動を行っている。地元の団体やグループ、家族や個人含め数百人が参加している。。
同時に、過剰な場所取り（数日から数週間）も近年問題化。主催側と帯広市により、市の公共物である公園の景観を損ね植芝を損壊する、通行を妨げる、清掃の妨げになる、かつ無人での観覧場所確保は不法占用に当ることから、シート等の撤去の可能性と、不慮の紛失等に責任は持てない旨が掲示され、マナーの徹底が図られた。更に2012年より、完全に事前席取り禁止となり、テント・ロープ・テープの使用の禁止、それらに加え利用者不在のシートは「撤去処分」とする旨告知、注意を呼び掛けている。
近隣の公園や空地にキャンプを行う人数が増えるとともに、公園樹木に傷をつける、ゴミの放置なども増え、対応としてキャンパーの制限も検討している。